# وليد العليمي
وليد العليمي (22 مارس 1979 -) هو كاتب وأديب وسياسي ومحلل سياسي وجراح يمني.

## حياته والنشأة
من مواليد محافظة تعز في اليمن، وحاصل على ماجستير في جراحة العظام من كلية طب القصر العيني في مصر.

## مسيرته
يعد واحد من أبرز المشاركين في ثورة فبراير عام 2011م في اليمن، مؤسس اتحاد من أجل التغيير اليمني عقب ثورة عام 2011م، شارك في تأسيس رابطة نون للثقافة والحوار عام 2005م، وشارك في تأسيس مؤسسة أروقة الثقافية عام 2007م، مديرالمكتب الإقليمي لمنظمة كتاب أسياوأفريقيا في اليمن

## مؤلفاته[4]
صدرت له مجموعة قصصية «نبض لايموت» عام 2004م، وديوان «السراج المنير» ديوان شعري عام 2014م،رواية "تحرير أورشليم عام 2025م